# Ashland (Massachusetts)
Pour les articles homonymes, voir Ashland.
Ashland est une ville du comté de Middlesex au Massachusetts, aux États-Unis.